# See you when I git there
See you when I git there is een single van Lou Rawls. Het is de enige single afkomstig van zijn album Unmistakably Lou. Het plaatje werd uitgebracht binnen de Philadelphia soul en werd opgenomen in de Sigma geluidsstudio in Philadelphia (Pennsylvania). Het werd een van de twee singles van Rawls die in Nederland de hitparade wisten te halen. De andere was You’ll never find another love like mine. In de Verenigde Staten had Rawls zeven hits. Het nummer begint met een ingesproken intro.
Opvallend is het gebruik van straattaal "Git" in de titel. Rawls zong het gehele nummer het nettere "Get". Latere uitgaven vermeldden ook "Get".

## Hitnoteringen
See you when I git there haalde de 66e plaats in zeven weken in de Billboard Hot 100. De Britse Single Top 50 werd niet gehaald.

### Nederlandse Top 40
| Positie: | 34 | 28 | 22 | 19 | 19 | 20 | 34 | uit |

### NederlandseDaverende 30
| Positie: | 28 | 22 | 20 | 19 | 22 | uit |

### BelgischeBRT Top 30
| Positie: | 21 | 23 | 9 | - | - | 19 | - | 17 | uit |

### VlaamseUltratop 30
| Positie: | 24 | 22 | 20 | 17 | 21 | 21 | uit |

### NPO Radio 2 Top 2000
| Nummer met noteringen in de NPO Radio 2 Top 2000 | '99  | '00  |
| ------------------------------------------------ | ---- | ---- |
| See You When I Git There                         | 1980 | 1859 |

1. ↑  Een vetgedrukt getal geeft de hoogste notering aan.
2. ↑  Deze tabel is bijgewerkt tot en met de laatste editie (2024).